# Akiba's Trip: Undead & Undressed
Akiba's Trip: Undead & Undressed, anche noto con il titolo originale Akiba's Trip 2 (アキバズトリップ2?, Akibazu Torippu 2), è un videogioco d'azione/avventura del 2013 con una narrazione in stile visual novel, ambientato per le strade della moderna Akihabara, detta "Akiba".
Il gioco, interamente localizzato in inglese, è il seguito di Akiba's Trip, uscito solo in giapponese per PlayStation Portable nel 2011. I due giochi, comunque, hanno personaggi diversi.

## Trama
Dopo essersi presentato ad un colloquio per un lavoro part-time che gli avrebbe permesso di ricevere dei gadget da collezione, il giovane Nanashi si risveglia legato ad un lettino e circondato da minacciosi individui, il cui capo, Zenya Amo, gli propone di lavorare per loro con l'ausilio di poteri speciali che il ragazzo ha ottenuto grazie ad un trattamento farmaceutico a cui la losca organizzazione lo ha sottoposto mentre dormiva. Improvvisamente nella stanza irrompe una ragazza, Shizuku Tokikaze, che lo libera e lo aiuta a scappare. Durante la fuga, per salvare a sua volta Shizuku, il ragazzo rimane gravemente ferito. Una volta che i due hanno raggiunto insieme un posto sicuro, Shizuku si morde le labbra per fargli bere alcune gocce del proprio sangue, onde trasmettergli un ulteriore potere speciale che gli permetta di curare le ferite. Nanashi viene a conoscenza del fatto che Akihabara, all'insaputa della polizia, è invasa dai Synthister, una sorta di vampiri creati artificialmente, che non sopportano la luce del giorno e che hanno l'incarico di succhiare le energie della gente. Nanashi stesso è stato trasformato in uno di loro dalla banda di Zenya, mantenendo però la forza di volontà umana. Con i suoi amici, che lo aspettano nel locale che frequenta abitualmente, e con Shizuku, decide quindi di debellare i Synthister malvagi che stanno mietendo vittime ad Akiba, e per sconfiggerli dovrà affrontarli in combattimenti da strada e togliere loro i vestiti durante il giorno, dato che il loro punto debole è la luce solare, evitando però di restare svestito egli stesso.
Il locale, chiamato MOGRA, diventa la base operativa del gruppo,  che si autodefinisce "Akiba Freedom Fighters" e di cui fanno parte anche Nana, sorella minore di Nanashi, Tohko Sagisaka, amica d'infanzia del ragazzo, e Kati Räikkönen, studentessa finlandese che ama il cosplay. Dopo alcune battaglie Nanashi scopre di essere diventato non solo un Synthister, ma anche un Nighteater, grazie al "bacio" con cui Shizuku gli aveva fatto bere il proprio sangue per salvargli la vita. I Nighteater sono degli esseri mitologici e molto longevi, difatti Shizuku, nonostante le apparenze, ha oltre cento anni. Anche Rin, che ad Akiba è una popolare cantante, si rivela essere una Nighteater, essendo la sorella minore di Shizuku. Il capo dei Nighteater, Soga Kagutsuki, è la vera mente dietro la nascita dei Synthister, e per il suo piano ha sfruttato un'azienda farmaceutica la cui presidente, Shion Kasugai, è poi diventata un'alleata di Nanashi, finendo col perdere il suo posto di dirigente per non essere connivente col piano di Soga. Sebbene lo scopo di Soga sia quello di salvare i Nighteater dall'estinzione, nemmeno Shizuku e Rin condividono il suo progetto, perciò aiutano Nanashi a sconfiggere prima Zenya, poi Koma Sakaguchi (ex attendente di Shion, della quale ha preso il posto) e infine Soga per riportare la tranquillità ad Akihabara.

## Sviluppo
Nell'agosto 2013 la rivista Famitsū ha riportato che Acquire stesse sviluppando il seguito di Akiba's Trip. Ad ottobre è stato diffuso il primo trailer del gioco.
Il videogioco ha ricevuto DLC basati su Hyperdimension Neptunia, Disgaea e The Legend of Heroes.

## Accoglienza
La rivista Famitsū ha valutato il gioco con un punteggio di 33/40. Secondo Famitsū nella prima settimana di lancio in Giappone il videogioco ha venduto 33 476 copie per PlayStation Vita e 20 230 per PlayStation 3.